# GPS Aided Geo Augmented Navigation
Das GPS Aided Geo Augmented Navigation (GAGAN) ist ein indisches Satellitennavigationssystem, das in Indien satellitengestützt Korrektursignale für das Global Positioning System bereitstellen soll. Mit EGNOS in Europa, MSAS in Japan und WAAS in Nordamerika bildet es ein System zur Unterstützung von satellitengestützter Navigation insbesondere im Flugverkehr.
In den Jahren 2007/2008 wurde erfolgreich ein Testbetrieb durchgeführt, der den Inmarsat-Satelliten 4-F1 zur Weiterleitung der am Boden erzeugten GAGAN-Signale verwendete.
Der Versuch, die erste GAGAN-eigene Nutzlast GSAT-4 von Satish Dhawan Space Centre in den Orbit zu bringen, scheiterte am 15. April 2010 aufgrund eines Fehlstarts der GSLV-Trägerrakete. Der Start des Satelliten GSAT-8 mit einer Ariane-Rakete ab Kourou am 20. Mai 2011 war dagegen erfolgreich. Dieser Satellit ist bei 55° Ost positioniert. Seine GAGAN-Signale verwenden PRN 127. Ein weiterer Satellit (GSAT-10) wurde am 28. September 2012 ebenfalls mit einer Ariane 5 erfolgreich gestartet. Die Positionierung erfolgte auf 83° Ost und er nutzt den PRN-Code 128.